# 普通科教導連隊
普通科教導連隊（ふつうかきょうどうれんたい、JGSDF Infantry School Regiment(Mechanized)：ISchR）は、陸上自衛隊滝ヶ原駐屯地（静岡県 御殿場市）に駐屯する富士教導団隷下の教導（普通科）部隊である。

## 概要
富士学校の教育支援や戦術の研究、教範の作成支援などを行い、全普通科部隊の範となるべく創設された。連隊長は、1等陸佐（二）が充てられ、連隊本部、本部管理中隊、4個の普通科中隊、重迫撃砲中隊、教育隊からなる。各普通科中隊は装備する車両が第1普通科中隊は89式装甲戦闘車、第2普通科中隊は軽装甲機動車、第3普通科中隊は高機動車、第4普通科中隊は96式装輪装甲車というようにそれぞれ異なっている。
また、スポーツ面においては富士登山駅伝で「滝ヶ原自衛隊」として参加、第1空挺団と毎年優勝争いをしている。
2014年（平成26年）9月に発生した御嶽山噴火発生により89式装甲戦闘車が災害派遣出動した。

## 沿革
- 1956年（昭和31年）1月25日：第13普通科連隊第3大隊を基幹として普通科教導連隊が富士駐屯地において編成完結。

※ 新編時の編成（連隊本部、本部中隊、管理中隊、第1大隊、第2大隊、重迫撃砲中隊）
- 1958年（昭和33年）4月1日：陸曹教育隊を設置。
- 1960年（昭和35年）4月11日：滝ヶ原分屯地（現滝ヶ原駐屯地）開設によりに富士駐屯地から移駐。滝ヶ原分屯地司令に職務指定。
- 1961年（昭和36年）8月17日：富士教導隊が新編され、同隊に配属（分屯地司令職は富士教導隊長に移譲）。
- 1965年（昭和40年）
  - 7月26日：富士教導隊長から滝ヶ原分屯地司令職務を継承。
  - 8月3日：富士教導隊が廃止となり、富士教導団が新編され隷下に編合。
- 1968年（昭和43年）3月1日：装甲輸送隊が新編。
- 1974年（昭和49年）4月11日：滝ヶ原分屯地の駐屯地への昇格に伴い、普通科教導連隊長が滝ヶ原駐屯地司令に職務指定。
- 1988年（昭和63年）3月26日：装甲輸送隊を廃止し、第4普通科中隊、第5普通科中隊に編入。
- 1994年（平成06年）3月28日：対戦車中隊が新編。
- 2002年（平成14年）3月27日：後方支援体制変換に伴い、整備部門を東部方面後方支援隊富士教育直接支援大隊に移管。
- 2008年（平成20年）3月26日：第5普通科中隊が廃止。89式装甲戦闘車を第1普通科中隊へ供用替え。
- 2018年（平成30年）3月27日：対戦車中隊が廃止[4]。79式対舟艇対戦車誘導弾および96式多目的誘導弾システムは全国の部隊に管理換えされ、各普通科中隊に対戦車小隊を編成。
- 2023年（令和05年）3月13日：各普通科中隊の対戦車小隊を廃止し、本部管理中隊に対戦車小隊を編成[5]。

## 部隊編成
- 普通科教導連隊本部
- 本部管理中隊「普教-本」
  - 中隊本部
  - 連隊本部班：82式指揮通信車
  - 情報小隊：軽装甲機動車、偵察用オートバイ
  - 通信小隊
  - 対戦車小隊：中距離多目的誘導弾
  - 施設作業小隊
  - 補給小隊：3 1/2tトラック
  - 衛生小隊：1トン半救急車
  - 狙撃班
- 第1普通科中隊「普教-1」：89式装甲戦闘車
- 第2普通科中隊「普教-2」：軽装甲機動車
- 第3普通科中隊「普教-3」：高機動車
- 第4普通科中隊「普教-4」：96式装輪装甲車
- 重迫撃砲中隊「普教-重」：120mm迫撃砲 RT
- 新隊員教育隊「普教-本」

## 整備支援部隊
- 東部方面後方支援隊富士教育直接支援大隊「富教直支-？」（滝ヶ原駐屯地）：2002年（平成14年）3月27日から

## 主要幹部
| 官職名                               | 階級    | 氏名   | 補職発令日     | 前職                               |
| ------------------------------------ | ------- | ------ | -------------- | ---------------------------------- |
| 普通科教導連隊長 兼 滝ヶ原駐屯地司令 | 1等陸佐 | 山口勝 | 2024年08月01日 | 陸上自衛隊富士学校普通科部教育課長 |

| 代 | 氏名       | 在職期間                        | 前職                                                    | 後職                                                             |
| -- | ---------- | ------------------------------- | ------------------------------------------------------- | ---------------------------------------------------------------- |
| 01 | 渡部長作   | 1956年01月25日 - 1958年03月27日 |                                                         | 陸上自衛隊富士学校総合研究部長                                   |
| 02 | 橋詰勇     | 1957年03月28日 - 1959年06月28日 | 第3管区総監部幕僚長 →1957年3月12日 陸上自衛隊富士学校付 | 第3管区総監部付 →1959年8月13日 第2教育団長 兼 大久保駐とん地司令 |
| 03 | 税所三郎   | 1959年08月01日 - 1961年08月16日 | 第21普通科連隊長                                        | 富士教導隊長 兼 滝ヶ原分とん地司令                               |
| 04 | 信吉治男   | 1961年08月17日 - 1963年07月31日 | 陸上自衛隊富士学校学校教官                              | 第3教育団副団長                                                  |
| 05 | 栗原重厚   | 1963年08月01日 - 1965年07月15日 | 第10普通科連隊長 兼 滝川駐とん地司令                    | 自衛隊福岡地方連絡部長                                           |
| 06 | 副田忠夫   | 1965年07月16日 - 1966年07月15日 | 第32普通科連隊長                                        | 富士教導団副団長                                                 |
| 07 | 高木敏夫   | 1966年07月16日 - 1968年03月15日 | 陸上自衛隊富士学校研究部副部長                          | 富士教導団副団長                                                 |
| 08 | 深水宏     | 1968年03月16日 - 1970年03月15日 | 陸上自衛隊富士学校普通科教育部 戦術班長                 | 陸上自衛隊富士学校研究部第2課長                                  |
| 09 | 八木正忠   | 1970年03月16日 - 1971年03月15日 | 第8普通科連隊長 兼 米子駐とん地司令                     | 富士教導団副団長                                                 |
| 10 | 梶清二     | 1971年03月16日 - 1973年03月15日 | 第41普通科連隊長 兼 別府駐とん地司令                    | 富士教導団本部付 →1973年5月24日 停年退官                         |
| 11 | 鈴木敏     | 1973年03月16日 - 1974年03月15日 | 第3普通科連隊長 兼 名寄駐とん地司令                     | 陸上自衛隊富士学校企画室長                                       |
| 12 | 重松日出男 | 1974年03月16日 - 1975年07月15日 | 第21普通科連隊長 兼 秋田駐とん地司令                    | 陸上自衛隊幹部学校研究員                                         |
| 13 | 山口短之   | 1975年07月16日 - 1977年03月15日 | 陸上自衛隊富士学校学校教官                              | 陸上幕僚監部第5部学校班長                                        |
| 14 | 狩野泰輔   | 1977年03月16日 - 1979年01月09日 | 第1師団司令部第3部長                                    | 中部方面総監部防衛部長                                           |
| 15 | 花山勝音   | 1979年01月10日 - 1981年03月15日 | 空挺教育隊長                                            | 第13師団司令部幕僚長                                             |
| 16 | 秦政美     | 1981年03月16日 - 1982年08月01日 | 陸上自衛隊幹部学校主任教官                              | 第4師団司令部幕僚長                                              |
| 17 | 秋元良夫   | 1982年08月02日 - 1984年06月30日 | 北部方面総監部人事部募集課長                            | 陸上幕僚監部人事部人事計画課長                                   |
| 18 | 坂本憲昭   | 1984年07月01日 - 1986年07月31日 | 陸上自衛隊富士学校学校教官                              | 東北方面総監部監察官付 →1988年3月16日 船岡駐屯地業務隊長         |
| 19 | 平尾次郎   | 1986年08月01日 - 1988年07月31日 | 陸上自衛隊幹部学校研究員                                | 陸上自衛隊富士学校普通科部 研究課長                              |
| 20 | 廣岡公義   | 1988年08月01日 - 1991年03月15日 | 第11師団司令部第3部長                                   | 自衛隊長野地方連絡部長                                           |
| 21 | 寺本功     | 1991年03月16日 - 1994年03月31日 | 東北方面総監部人事部人事課長                            | 自衛隊茨城地方連絡部長                                           |
| 22 | 亀田津治男 | 1994年04月01日 - 1996年12月15日 | 第12師団司令部第3部長                                   | 中部方面総監部防衛部長                                           |
| 23 | 榎本眞己   | 1996年12月16日 - 1998年11月30日 | 第6師団司令部第3部長                                    | 防衛大学校教授                                                   |
| 24 | 福井祐輔   | 1998年12月01日 - 2001年03月31日 | 第2陸曹教育隊長                                         | 防衛大学校教授                                                   |
| 25 | 佐藤明     | 2001年04月01日 - 2003年07月31日 | 陸上自衛隊富士学校付                                    | 中部方面総監部調査部長                                           |
| 26 | 米満義人   | 2003年08月01日 - 2005年07月31日 | 第6師団司令部第3部長                                    | 陸上自衛隊幹部学校主任教官                                       |
| 27 | 井上敏憲   | 2005年08月01日 - 2008年03月31日 | 陸上幕僚監部人事部援護業務課 援護班長                   | 陸上自衛隊東部方面情報保全隊長                                   |
| 28 | 中津清俊   | 2008年04月01日 - 2010年11月30日 | 陸上自衛隊小平学校語学教育部長                          | 中央即応集団司令部監察官                                         |
| 29 | 佐藤文章   | 2010年12月01日 - 2012年07月31日 | 西部方面総監部総務部総務課長                            | 自衛隊高知地方協力本部長                                         |
| 30 | 麻生竜伸   | 2012年08月01日 - 2015年07月31日 | 第11旅団司令部第3部長                                   | 陸上自衛隊関東補給処総務部長                                     |
| 31 | 河合龍也   | 2015年08月01日 - 2017年11月30日 | 第14旅団司令部第3部長                                   | 自衛隊香川地方協力本部長                                         |
| 32 | 中嶋豊     | 2017年12月01日 - 2019年12月19日 | 陸上自衛隊幹部学校学校教官                              | 中部方面指揮所訓練支援隊長                                       |
| 33 | 近藤浩行   | 2019年12月20日 - 2021年12月21日 | 北部方面総監部装備部後方運用課長                        | 陸上自衛隊会計監査隊 中部方面分遣隊長                            |
| 34 | 新田幸司   | 2021年12月22日 - 2024年07月31日 | 陸上自衛隊教育訓練研究本部 企画調整官                   | 第31普通科連隊長                                                 |
| 35 | 山口勝     | 2024年08月01日 -                | 陸上自衛隊富士学校普通科部教育課長                      |                                                                  |

## 主要装備
- 89式装甲戦闘車
- 96式装輪装甲車
- 軽装甲機動車
- 高機動車
- 1/2tトラック / 73式小型トラック
- 1 1/2tトラック / 73式中型トラック
- 3 1/2tトラック / 73式大型トラック
- 89式5.56mm小銃
- 20式5.56mm小銃
- 5.56mm機関銃MINIMI
- 12.7mm重機関銃
- 84mm無反動砲
- 01式軽対戦車誘導弾
- 中距離多目的誘導弾
- 81mm迫撃砲 L16
- 120mm迫撃砲 RT
- 無人航空機 JUXS-S1

## 廃止部隊
- 1988年（昭和63年）3月26日廃止
  - 装甲輸送隊「富教団　連-装甲 / 普教-装甲 / 普教-装」：装甲車24両を装備し1個中隊200名を装甲車化できた[6]。1968年（昭和43年）3月1日新編。
- 2008年（平成20年）3月廃止
  - 第5普通科中隊「普教-5」：1956年（昭和31年）1月25日新編。
- 2018年（平成30年）3月27日廃止
  - 対戦車中隊「普教-対戦」：1994年（平成6年）3月28日新編。